# 局所コンパクト群における格子
リー理論およびその周辺分野において、局所コンパクト位相群における格子（こうし、英: lattice）とは、離散部分群であって、それによる商位相空間が有限な不変測度を持つようなものをいう。特別な場合として、局所コンパクト群 Rn の場合を考えると、通常の幾何学的な概念としての格子が得られ、このときの格子の代数的構造や全ての格子全体における幾何はどちらも比較的よく知られている。1950年代から1970年代に掛けて得られた、ボレル、ハリシュ＝チャンドラ、ジョージ・モストウ、玉川、M.S.ラグナータン、マーグリス、ジマーらによる格子に関する深い結果は、理論の例を与えるとともに冪零リー群や局所体上の半単純代数群に対する理論への大きな一般化を与えた。1990年代には、ハイマン・バスやルボツキーによって樹状格子 (tree lattices) の研究が始められ、今もなお活発に研究されている。

## 定義
G が局所コンパクト位相群で μ をそのハール測度とするとき、その離散部分群 Γ が G における格子であるとは、商空間 G/Γ が有限な不変測度を持つときにいう。これは G が単模群で商空間の体積 μ(G/Γ) が有限であるときといっても同じである。さらに商空間がコンパクトとなるならば、格子は一様 (uniform) あるいは余コンパクト (cocompact) であるといい、それ以外のとき非一様 (nonuniform) であるという。

## 算術格子
非一様格子の原型的な例は、群 SL(2,Z) によって与えられる。これは 特殊線型群 SL(2,R) 内の格子であり、モジュラー群とも近い関係にある。このような構成は、算術格子と呼ばれる、局所体 F 上の任意の半単純代数群における格子のクラスへの遠大な一般化を与える。例えば F = R を実数体としてざっと述べれば、リー群 G(R) は R に成分を持ち、なんらかの代数的な条件を満たす行列全体からなるもので、これを整数全体 Z に成分を持つものに制限したものとして、ひとつの格子 G(Z) が得られる。逆にグリゴリー・マーグリス(Grigory Margulis) は、G 二対する適当な仮定の下、任意の格子が本質的にこの方法から得られることを示した。この特筆すべき主張は格子の算術性 (Arithmeticity of lattices) あるいはマーグリスの算術性定理 (Margulis Arithmeticity Theorem) などとして知られる。 

## S-算術格子
算術格子には S-算術格子と呼ばれる重要な一般化が存在する。その最初の例は部分群としての対角線埋め込み 
{\displaystyle SL\left(2,\mathbb {Z} \!\left[{\frac {1}{p}}\right]\right)\subset SL(2,\mathbb {R} )\times SL(2,\mathbb {Q} _{p}),S=\{p,\infty \}}
によって与えられる。これは（実および p-進の）「異なる」局所体上の代数群の直積群における格子になっている。これは、整数環 Z の素数 p による局所化に成分を持つ、位数 2 の単模行列全体からなる。集合 S は Q の座からなるもので、すべてのアルキメデス的座を含む。当該の局所コンパクト群は、Q 上（あるいはもっと一般に大域体上）定義されたある固定された線型代数群の直積群の、S に属する座における Q の完備化上の点の成す群である。ここから離散部分群を得るのに、上で整数成分の行列を考えたことの代わりに、ここでは S に属する素数（非アルキメデス的座）上での局所化に成分を持つ行列を考えるのである。適当で一般的な仮定の下、この構成で実際に格子が得られる。S-算術格子のクラスは算術格子のクラスと比べて非常に広範なものとなるが、多くの特徴を共有している。

## アデール代数群の格子
保型形式論における格子の基本的な重要性は、大域体 K 上定義された半単純（あるいは簡約）線型代数群 G の K-有理点の成す群 G(K) によって与えられる。A を K のアデール環とするとき、この群はアデール代数群 G(A) に対角線に埋め込むことができて、G(K) は G(A) の格子となる。算術格子の場合と異なり、格子 G(K) は有限生成ではない。

## 剛性
ほかに、半単純代数群における格子には、いくつかの特徴を総じて剛性 (rigidity) と呼ばれる性質がある。モストウの剛性定理は「分裂階数 (split rank) が 2 以上のリー群 G における格子の代数的構造は G を決定する」ことを示すものである。したがって、そのような二つの群における格子の間の任意の同型写像は本質的に群自体の間の同型に延びる。超剛性 (superrigidity) は、代数群 G における格子から別の代数群 H への準同型の扱いについての一般化を与えるものである。

## 樹状格子
X を局所有限木とすると、X の自己同型群 G は局所コンパクト位相群で、その位相の基は頂点の有限集合に関する固定部分群の全体で与えられる。したがって、頂点 x の固定部分群 Gx は開かつコンパクトな部分群であり、G の部分群 Γ 離散部分群となるのは Γx が適当な（したがって任意の）頂点 x に関して有限であるときである。故に部分群 Γ が X-格子となるのは、適当に定義された X/Γ の体積が有限の値となるときであり、また、一様 X-格子となるのは同じ商が有限グラフとなるときである。X/G が有限であるときは、先ほどの条件は Γ が G の格子（または一様格子）であることと同値である。